# Personnages de The Last of Us
 (mars 2023).

Logo de The Last of Us.

Cette page présente les personnages de The Last of Us. The Last of Us est un jeu vidéo d’action-aventure en vue à la troisième personne de type survival horror développé par Naughty Dog. Le jeu traite de la relation entre un homme, Joel, et une adolescente, Ellie. Joel est chargé d'escorter Ellie à travers les États-Unis dans un monde post-apocalyptique dans le but de créer un remède potentiel contre une infection à laquelle Ellie est immunisée. La relation entre les deux personnages est devenue la base du gameplay.
Depuis 2023, une série télévisé est diffusée sur la plate-forme Prime Video.
Joel est le personnage principal jouable du jeu, bien que les joueurs puissent contrôler Ellie durant une courte partie du jeu. Tout au long de leur voyage, Joel et Ellie rencontrent différents personnages : Tess, une survivante qui connaît de près Joel, Marlene, la cheffe d'une milice connue sous le nom des « Lucioles », Bill, un survivant qui a fortifié sa propre ville, Henry et Sam, deux frères de Pittsburgh, le frère de Joel, Tommy, et sa femme Maria, qui ont construit leur propre établissement et David, le chef d'un groupe de cannibales. De plus, la fille de Joel, Sarah, apparaît dans le prologue du jeu, et l'ami d'Ellie, Riley Abel, est présenté dans le DLC du jeu The Last of Us: Left Behind.
Une équipe de Naughty Dog a conçu les apparences des personnages, et le directeur artistique Neil Druckmann a été le créateur principal de leurs personnalités et de leurs manières. Les acteurs ont reçu une licence considérable pour improviser les lignes et influencer la personnalité du personnage, en effectuant simultanément le travail de capture de mouvement pour leurs personnages. Divers personnages ont été influencés par la progression de l'histoire, devenant finalement complètement différent de la vision initiale. La relation des personnages a reçu des éloges de plusieurs magazines de jeu vidéo, et le jeu a donné lieu à de multiples récompenses, dont deux BAFTA et un DICE Award.

## Protagonistes principaux

### Joel
Joel (Troy Baker VO, Cyrille Monge VF) est le personnage principal deThe Last of Us. Âgé d'une cinquantaine d'années, Joel est d'une apparence musclée, les cheveux grisonnants et porte une montre que Sarah lui avait offerte peu avant le début de l'infection. C'est un survivant de l'épidémie du Cordyceps, champignon qui infecte le cerveau des humains et les transforment en monstres sanguinaires. Lorsque l'épidémie éclate, en septembre 2003, Joel, qui est âgé d'une trentaine d'années, perd sa fille Sarah après qu'elle s'est fait tirer dessus par un soldat. Après la mort de sa fille, Joel et son frère Tommy deviennent membres d'un groupe de chasseurs, blessant et tuant des personnes innocentes pour survivre. Tommy, qui en a marre de ce mode de vie, abandonne Joel pour se joindre à une milice connue sous le nom des Lucioles. Plus tard, Joel rencontre une femme nommée Tess et fait équipe avec elle en tant que contrebandiers[source insuffisante].
Vingt ans après le début de l'épidémie, en 2023, Joel et Tess, qui se trouvent à Boston, sont trahis par Robert, un trafiquant d'armes qui devait vendre des armes au duo mais qui a fini par les vendre aux Lucioles. La paire tue Robert et rencontre Marlene, la cheffe des Lucioles, et passe un accord : Joel et Tess doivent transporter quelque chose jusqu'au capitole de la ville. En échange, ils récupèrent leurs armes. À leur grande surprise, ce « quelque chose » est une jeune adolescente, Ellie. Joel et Tess escortent Ellie jusqu'au capitole mais là-haut, les membres des Lucioles qui devaient récupérer Ellie sont morts. Après avoir découvert que l'adolescente est immunisée contre l'infection, Tess, qui s'est fait mordre plus tôt par un infecté, se sacrifie pour laisser le temps à Joel et Ellie de s'enfuir. Durant tout le jeu, Joel et Ellie auront une relation particulière : au début, Joel ne se souciait pas d'Ellie et cette dernière était plutôt hostile à son encontre, mais au fil de l'aventure, leur relation s'améliore, Ellie rappelant sa fille Sarah à Joel. Lorsque Joel décide de laisser Ellie à son frère Tommy pour qu'il aille l'emmener à des Lucioles à Salt Lake City, cette dernière refuse et veut continuer l'aventure avec Joel. À la fin du jeu, alors qu'Ellie est sur le point de se faire euthanasier pour permettre de créer un vaccin contre l'épidémie, Joel la sauve pour l'emmener vivre avec lui dans le village de Tommy.
Dans le début du deuxième opus, Joel et Tommy font la rencontre d'une jeune femme prénommée Abby lors d'une patrouille. Alors qu'au début les deux frères et la femme s'entraident, tout change lorsque le trio rejoint un refuge du WLF, groupe dont fait partie Abby. Cette dernière fait comprendre à Joel qu'elle est la fille du médecin que ce dernier avait tué pour sauver Ellie. Elle se met alors à frapper Joel avec un club de golf, ce qui finira par causer son décès.

### Ellie
Ellie (Ashley Johnson VO, Adeline Chetail VF) est le deuxième personnage principal de The Last of Us. C'est une jeune fille de 14 ans qui est née après l'infection, vers les années 2018-2019, et n'a donc pas connu le monde d'avant. Sa mère, Anna, morte peu après sa naissance, était infirmière et amie avec la cheffe des Lucioles, Marlene. Ellie grandit dans une zone de quarantaine à Boston et rencontre Marlene à l'âge de 13 ans. Durant son passage dans la zone de quarantaine, Ellie devient amie avec Riley, une adolescente de 16 ans. Durant les événements de The Last of Us: Left Behind, en 2023, Riley, qui a rejoint les Lucioles, vient chercher Ellie pour aller s'amuser dans un centre commercial abandonné, mais leur promenade est écourtée à la suite d'une attaque d'infectés. Ellie et Riley se font mordre mais Ellie découvre qu'elle immunisée contre l'infection et qu'elle ne se transformera pas en infecté. Riley, quant à elle, meurt après s'être transformée.
Trois semaines plus tard, Ellie fait la rencontre de Joel et Tess, deux contrebandiers qui cherchent à récupérer des armes qu'un trafiquant avait vendu aux Lucioles. Marlene, la cheffe, explique que pour récupérer leurs armes, Joel et Tess doivent escorter Ellie jusqu'au capitole de Boston pour la confier à des membres des Lucioles. Arrivés au capitole, ils découvrent que les membres de Lucioles qui devaient récupérer Ellie ont été tués. Tess, infectée, se sacrifie pour permettre à Joel et Ellie de s'enfuir. Ellie, se retrouvant seule avec Joel, commence à développer une relation amicale avec ce dernier. Les deux partent ensuite en direction de Lincoln pour rechercher Bill, un coéquipier de Joel, qui a une dette envers ce dernier, afin d'avoir en retour une voiture. Puis Ellie et Joel se retrouvent à pied à Pittsburgh après que des chasseurs ont attaqué le duo. Dans cette ville, ils rencontrent deux survivants, deux frères du nom d'Henry et de Sam. Ces derniers recherchent aussi les Lucioles mais leur périple s'achève quand Sam, qui s'est fait mordre par un infecté, se transforme. Henry l'abat avant de se suicider. Ellie et Joel partent ensuite pour le comté de Jackson afin de retrouver Tommy, le frère cadet de Joel. Ce dernier lui confiera Ellie pour l'emmener chez les Lucioles à Salt Lake City mais Ellie refuse de repartir avec Tommy. Joel décide alors de continuer l'aventure avec elle. Alors qu'ils sont dans une université dans l'est du Colorado, ils sont attaqués par un groupe de chasseurs, et Joel finit empalé sur un morceau en ferraille. Lorsqu'ils quittent l'enceinte, Joel perd connaissance. Plus tard, alors qu'elle chasse en hiver, Ellie rencontre David, un homme qui semble gentil à première vue, mais qui se révèle être le chef du groupe de cannibales qui étaient à l'université. David kidnappe Ellie et veut qu'elle soit dans son groupe mais elle refuse. Après une chasse à l'homme, Ellie finit par violemment tuer David alors que ce dernier tentait de la violer et la tuer. Arrivée à Salt Lake City, Ellie est sur le point de se faire euthanasier afin de créer un vaccin, mais Joel la sauve. Ellie commence à développer un complexe du survivant à cause de la mort de Riley, de Tess et de Sam mais Joel la réconforte.
Physiquement, Ellie est une jeune adolescente ayant les cheveux auburn, la peau claire, les yeux verts et des taches de rousseur.

## Protagonistes secondaires

### Theresa «Tess» Servopoulos
Theresa Servopoulos (Annie Wersching) surnommée Tess est la coéquipière et l'amie de Joel. Survivante endurcie vivant dans l’une des dernières zones de quarantaine. Tess opère sur le marché noir d’une ville soumise à la loi martiale.
Associés à Joel depuis un peu plus de vingt ans, ils sont connus dans le monde criminel pour leur impitoyabillité. Intelligente et confiante, Tess est une négociatrice avisée. Sa capacité à élaborer des plans intelligents pour sécuriser la contrebande pour leur commerce est inégalée. Tess et Joel souscrivent à la même philosophie. Ils survivent en étant prêts à faire ce que les autres ne peuvent ou ne veulent pas faire.
Sa confiance et sa loyauté envers Joel sont profondes. Elle s’interroge sur la réciprocité des sentiments amoureux de son partenaire. Tess est une leadeuse, étant le cerveau derrière les muscles de Joel dans leur partenariat. Elle a également de bonnes relations et est respectée. Elle possède un large éventail de contact, et est souvent crainte parmi les résidents de la zone de Boston.
Tess semble être le leader dans leur duo, on la voit souvent dire à Joel ce qu’il doit faire et où ils doivent aller. Pourtant, dans les situations critiques comme affronter des infectés ou des militaires Joel semble prendre les devants et les décisions.
Après avoir suivi et tué Robert, un ancien complice à eux qui a volé et vendu des marchandises Tess, avec Joel, se fait offrir les marchandises par l'acheteur de Robert : Marlene, la chef des Lucioles. Ils récupéreront leurs armes s'ils arrivent à escorter Ellie, une adolescente de 14 ans, jusqu'au Massachusetts State House à Boston, qui se trouve en dehors de la zone de quarantaine.
Joel se montre également loyal envers Tess, malgré son mécontentement de livrer Ellie aux Lucioles et ses diverses disputes à ce sujet avec elle, il continue de la suivre. Tess semble apprécier Ellie mais seulement de façon amicale. Pour elle, c’est une simple mission de routine rien de plus. Cependant, les circonstances de la mission vont changer cela. Tess va donc se montrer très préoccupée pour Ellie mais sûrement à ce qu’elle est pour l’humanité.
Elle et Joel arrivent avec Ellie jusqu'au Capitole mais découvrent à leur arrivée que les personnes qui devaient récupérer Ellie sont toutes mortes. Joel, qui veut abandonner cette mission, voit Tess insister sur le fait de ramener Ellie aux Lucioles avec n'importe quels moyens, comme l'emmener à Tommy, le frère de Joel qui a autrefois fréquenté les Lucioles.
Malgré certain désaccord sur cette mission avec Ellie cela fut très difficile pour Tess et Joel de se séparer de cette manière une fois qu’elle révèle qu’elle a été mordue durant leur voyage.
Alors que des soldats arrivent dans le bâtiment, Tess ordonne à Joel de trouver Tommy et de lui confier Ellie. Tess est ensuite tuée dans la fusillade avec les soldats.
Elle a accepté Ellie sans se plaindre et a fait face à sa mort avec une humanité rarement vue depuis l’épidémie ne voulant pas devenir "Une de ces choses" en parlant des infectés et des claqueurs.
Elle n’a même pas dit à Joel et Ellie qu’elle avait été mordue au musée, ne voulant pas qu’ils s’inquiètent pour elle jusqu’à ce qu’il n’y ait plus d’alternative. Elle a été plus tard mentionnée par Ellie comme l’une des raisons pour laquelle elle culpabilise sur sa survie. Car Tess est morte à cause de l’Infection Cérébrale du Cordyceps et que Ellie aurait pu éviter cela en raison de son immunité.
Cependant, après avoir été mordue Tess est devenue coléreuse, plus agressive et déterminée à trouver les Lucioles. Ces changements de comportement sont un effet secondaire de l'infection, qui exacerbe la colère.
Elle était également réticente à l'idée de se transformer en infectée et était frustrée par sa mort imminente. Elle souhaitait donc une rédemption, elle croyait que le fait d'amener Ellie aux Lucioles apporterait un remède au monde, et s'y est accrochée presque immédiatement malgré l'incrédulité totale de Joel.
Dans l'esprit de Tess, cela signifiait le pardon pour les choses qu'elle et Joël avaient faites. Sa culpabilité à ce sujet est apparue lorsqu'elle a dit à Joel qu'ils étaient "des gens de merde" et qu'ils étaient "comme ça depuis longtemps".
Pour Tess, amenée Ellie chez les Fireflies serait la paix de son propre esprit, et elle en a fait sa dernière demande à Joel.
Après sa mort, Joel a interdit à Ellie de parler de Tess. Bill l’a mentionnée plusieurs fois quand Ellie et Joel l’ont aidé à trouver une voiture. Mettant Joel en colère et lui ordonner d’arrêter de parler d’elle tout en ne révélant pas qu’elle était décédée.
L’apparence de Tess devait montrer que celle-ci était une dure à cuire et de montrer qu’elle avait toutes les capacités requises pour être l’égale de Joel. Son look devait prouver une certaine agressivité plus importante de Joel qui avait un look plus propre.
Dans le script original, Tess devait être l'antagoniste principale du jeu pour venger la mort de son frère tué par Joel, avec un combat final contre Joel où elle se serait fait tuer par Ellie. Cependant, l'équipe a eu du mal à croire que Tess se disputerait avec Joel et le poursuivrait pendant un an.
Tess sera jouée par Anna Torv dans la série télévisée The Last Of Us de HBO.
Neil Druckmann et Craig Mazin ont confirmé dans le Podcast pour la série que Tess avait un mari et un fils, ils étaient tous deux infectés. Elle a dû se résoudre à tuer son mari et a enfermé son fils au sous-sol, elle n’arrivait pas à mettre fin à ses jours.

### Tommy
Tommy est le frère cadet de Joel. En septembre 2003, lorsque l'infection éclate, Tommy a pris Joel et sa nièce Sarah dans sa voiture pour les emmener en sécurité. Quand la voiture est heurtée par un camion, il défend Joel alors qu'il porte Sarah, dont la jambe est gravement blessée. Après la mort de Sarah, Tommy a survécu avec son frère, mais les points de vue de chacun diffèrent et les manières endurcies de Joel ont conduit à leur éloignement. Tommy est parti rejoindre les Lucioles. Il les a ensuite quittés pour construire une colonie autour d'une centrale électrique dans le Wyoming avec sa femme, Maria. En 2023, Joel arrive à la colonie de Tommy avec Ellie. Tommy refuse d'enlever Ellie des mains de Joel, mais en voyant leur lien et en réalisant que Joel ne se fait pas confiance pour protéger Ellie, il accepte de l'emmener chez les Lucioles lui-même, cependant, la jeune fille ne veut pas partir avec Tommy, souhaitant rester avec Joel, ce dernier accepte donc d'accompagner Ellie chez les Lucioles. Plus tard, après que Joel ait sauvé Ellie d'une mort certaine des suites de l'opération pour créer un vaccin, les deux protagonistes repartent vivre chez Tommy.
4 ans après l'installation de Joel et Ellie à Jackson, Tommy et Joel sauvent une femme du nom de Abby d'une horde d'infectés. Le trio se replie dans une maison sécurisé par le groupe de Abby. Le groupe qui en réalité chassait Joel neutralise Tommy et Ellie et tue Joel. Plus tard, Tommy craint pour la sécurité de Jackson et celle d'Ellie et part seul pour Seattle traquer Abby et son groupe. Ignorant que Ellie, Dina et Jesse le suivent avec 1-2 jours de retards. Arrivant en premier, Tommy capture et torture un ami de Abby avant d'être pris en chasse par une patrouille du WLF. Tommy parvient à atteindre la marina et à abattre une équipe complète du WLF avant d'être pris en chasse par Abby et Manny forçant Tommy à se replier dans un aéroport ou Tommy parvient à abattre Manny et à attaquer Abby avant d'être poignardé par une Seraphite et jeté dans l'océan par Abby. Retrouvé par Jesse, lui et Tommy rejoignent l'aquarium pour récupérer Ellie. De retour à la cachette d'Ellie et Dina, voulant rentrer pour soigner Dina, Tommy estime qu'ils ont fait de gros dégâts au WLF et prépare le retour vers Jackson, au même moment, Abby trouve leur cachette et tue Jesse et tire au visage de Tommy. Tommy survit avec une blessure à la jambe et à l'œil et rentre à Jackson avec Ellie qui lui promet qu'Abby le paiera et Dina. Tommy passe les mois suivants à utiliser ses contacts pour retrouver Abby et se sépare de Maria. Retrouvant Abby, Tommy se rend chez Ellie et Dina pour faire tenir la promesse d'Ellie mais celle-ci hésite faisant que Tommy insulte leur nouvelle vie. Tommy quitte la maison du couple et retourne à Jackson.

### Sarah
Fille de Joel, elle apparaît durant les premières scènes du jeu quand elle offre une nouvelle montre à son père et s'endort sur le canapé. C'était un personnage jouable au moment où elle se réveille pour répondre au coup de fil de son oncle Tommy. Elle sort alors de sa chambre à la recherche de son père. En cherchant dans la salle de bain, on trouve un article de journal concernant l'épidémie, puis elle se dirige vers la chambre et entend des explosions. Elle descend au rez-de-chaussée et voit le téléphone de son père vibrer. Elle est ensuite surprise par son père qui tire sur un certain Jimmy. Ils montent dans la voiture avec Tommy et essaient de s'enfuir avant de se faire percuter par une autre voiture, également en fuite. Sarah se casse la jambe, donc Joel la prend dans ses bras après être sorti de la voiture et fuit les infectés avec Tommy. Alors qu'ils échappent à deux infectés, ils rencontrent un soldat hésitant à leur tirer dessus. Voyant le soldat hésiter à tirer, Joel essaie de calmer le jeu. Mais hélas, le soldat a visiblement reçu l'ordre d'éliminer toute forme de vie afin d'éviter la contamination. Sarah reçoit des balles, Tommy tue le soldat et nous voyons lentement la vie quitter Sarah, Joel la pleurant.

### Marlene
Marlene est la chef des Lucioles, une organisation qui rassemble des survivants de l'épidémie du cordyceps. Elle était l'amie de la mère d'Ellie, Anna. Après la mort de cette dernière, Marlene prend Ellie sous son aile et l'élève comme sa propre fille. Par la suite, Marlene souhaitera profiter de l'immunité d'Ellie contre le cordyceps pour l'opérer et tenter d'élaborer un vaccin. Conscient que cette intervention pourrait coûter la vie à la jeune fille, Joel décide de stopper les Lucioles et s'enfuit avec elle. Dans sa fuite, l'homme élimine Marlene pour éviter, selon lui, qu'elle n'essaye de retrouver Ellie.

### David
David est un personnage qui apparaît dans The Last of Us. Il est le chef d'un groupe de survivants et fait office de principal antagoniste dans le Chapitre 9 : Station en bord de lac. Il est modelé par capture de mouvement par Nolan North qui le double dans la version originale.

### Bill
Bill est un survivant habitant à Lincoln, qu'il a fortifiée et remplie de pièges. Bien qu'il semble être de nature violente et solitaire, il laisse paraître une certaine sensibilité en mentionnant son partenaire Frank. Il parle tout seul, et est paranoïaque, mais il s'avère être d'une grande aide envers Joël. Il aide ce dernier à trouver une voiture, pour rejoindre Tommy.

### Henry et Sam
Henry est un personnage secondaire du jeu The Last of Us. Henry a été modélisé à partir de Brandon Scott. C'est un survivant accompagné de son jeune frère, Sam, pour qui il est prêt à tout. Sam est un personnage qui apparaît dans The Last of Us. C'est un survivant de treize ans qui vient de Hartford. Il est le petit frère de Henry. Sam est né sept ans après la propagation de l'Infection Cérébrale par Cordyceps. Il est doublé par Nadji Jeter dans la version originale et par Thomas Sagols dans la version française.

### Maria
Maria est la femme de Tommy et celle qui a créé avec son père la communauté de Jackson.
Maria est modélisée par capture de mouvement à partir de l'actrice Ashley Scott.
Peu après le déclenchement initial de l'infection cérébrale par Cordyceps, Maria et son père créèrent un endroit où Tommy trouva refuge. Celui-ci épousa par la suite Maria, devenant le dirigeant en second du refuge.
Joel mentionne sarcastiquement à Tommy qu'il craint que Maria ne le poursuive avec son peuple si Tommy devait mourir. Lors de la conception des idées pour le jeu, Tess a été initialement prévu de poursuivre Joel avec son groupe pour avoir causé la mort de son frère, un peu comme ce que Joel théorise à propos de Maria.
4 ans après l'installation de Joel et Ellie à Jackson, Maria continue de diriger la colonie. Maria Charge Joel et Tommy d'aller évaluer la menace d'une horde se rapprochant de la ville. Plus tard elle envoie Ellie et Dina en patrouille et charge Jesse de relever Tommy et Joel. Après la mort de Joel, Maria et Tommy se dispute cette dernière refusant d'envoyer des hommes à Seattle pour le venger. Tommy part seul à Seattle laissant une lettre pour sa femme. Maria retrouve Ellie et Dina chez Joel et lit la lettre en prétextant que cette mission est du suicide mais voulant que Tommy rentre, elle accepte de laisser partir Ellie et Dina à Seattle en demandant à Ellie de lui ramener son mari.

### Ethan
Ethan est un personnage mineur et un antagoniste qui apparaît dans The Last of Us. Il s'agit d'un Luciole qui a reçu l'ordre de Marlene d'escorter Joel en dehors de l'hôpital pendant qu'Ellie est en train de se faire opérer. Il est joué par Robin Atkin Downes.

### James
James est un personnage et l'antagoniste secondaire dans le segment d'hiver de The Last of Us. Il est le partenaire de David et le sous-commandant impliqué d'un groupe de survivants cannibales. Il est exprimé et mo-coiffé par Reuben Langdon.

### Robert
Robert est un personnage qui apparaît dans The Last of Us. C'est un revendeur d'armes qui a fait affaire avec les Lucioles. Il est modelé par capture de mouvement par Robin Atkin Downes. Dans The Last of Us, Robert est un revendeur d'arme qui était supposé vendre des armes à Joel et à Tess. Au lieu de ça, il vendit les armes aux Lucioles. Lorsque Joel et Tess infiltrèrent l’entrepôt de Robert, qui se trouve dans la zone 5, lui et ses hommes tentèrent de les tuer. S'occupant de ses hommes, ils réussirent à le trouver. Après l'avoir interrogé, ils découvrirent qu'il avait vendu les armes au Lucioles, Tess le tua sans hésitation d'une balle dans la tête. D'après la Carte ZQ de Boston, Robert habitait dans la zone 2.
Robert est un homme possédant des survivants à son service grâce à sa notoriété. Il se montre arrogant lorsqu'il est entouré de ses hommes, mais quand ceux-ci sont tués par Joel et Tess et qu'il se retrouve seul, Robert devient peureux et fait tout pour rester en vie. Même dans la défaite, Robert était assez arrogant, comme montré quand il a refusé de dire à Tess ce qui est arrivé à leurs armes. Robert sort comme un lâche alors qu'il essayait à plusieurs reprises de sortir de l'interrogatoire de Joel et Tess, suggérant même que le groupe reprenne les Lucioles (une suggestion complètement absurde, vu que le groupe est lourdement armé et expérimenté).
Il était également détesté par les autres membres de son gang, car il ne les avait pas payés depuis longtemps. Beaucoup de ses hommes regrettaient et détestaient leur travail en tant que gardes du corps, et l'insultaient derrière son dos. C'était aussi dû au fait qu'il avait créé des cartes de rationnement de contrefaçon comme paiement.